# Daniel Mendelsohn
Daniel Mendelsohn (Long Island, Nova York, 1960), és un historiador, assagista, crític, columnista i traductor estatunidenc. També és editor de la New York Review of Books i director de la Fundació Robert B. Silvers, una organització caritativa dedicada a donar suport a escriptors de no ficció.

## Vida i carrera
Mendelsohn va néixer a Nova York i va créixer a Long Island. Va assistir a la Universitat de Virgínia de 1978 a 1982 com a becari d'Echols, graduant-se amb un B.A. summa cum laude en Clàssics. De 1982 a 1985 residí a la ciutat de Nova York, treballant com a assistent de l'empresari d'òpera, Joseph A. Scuro. L'any següent va començar els estudis de postgrau a la Universitat de Princeton, rebent la seva M.A. en 1989 i el seu doctorat el 1994. La seva dissertació, publicada posteriorment com a monografia acadèmica per Oxford University Press, va tractar sobre la tragèdia d'Euripides.
Mentre encara era un estudiant de postgrau, Mendelsohn va començar a escriure ressenyes, opinions i assaigs a publicacions com The New York Times, The Nation i The Village Voice; després de completar el seu doctorat, es va traslladar a Nova York i va començar a escriure a temps complet. Des de llavors, els seus assaigs de crítica sobre llibres, pel·lícules, teatre i televisió han aparegut sovint en nombroses publicacions importants, com The New Yorker. Entre 2000 i 2002 va ser el crític de llibres setmanals de New York Magazine; Les seves ressenyes també han aparegut sovint a The New York Times Book Review.
Mendelsohn és l'autor de diversos llibres, assaigs i articles, incloent el best-seller internacional The Lost: A Search for Six of Six Million.